# Mistrzostwa Świata w Saneczkarstwie 1965
9. Mistrzostwa świata w saneczkarstwie – zawody saneczkarskie, które odbyły się w dniach 6–7 lutego 1965 w szwajcarskiej miejscowości Davos. Były to trzecie zorganizowane w tym kraju mistrzostwa świata w saneczkarstwie (poprzednio w 1957 i 1961). Nikomu nie udało się obronić tytułu mistrza świata.
Reprezentacja Polski zdobyła srebrny medal, który zdobył Mieczysław Pawełkiewicz w konkurencji jedynek.

## Kalendarium zawodów
| Kalendarz MŚ w saneczkarstwie 1965 |        |        |
| Konkurencja                        | Ślizgi | Ślizgi |
| Konkurencja                        | 6.02   | 7.02   |
| Mężczyźni                          |        |        |
| Jedynki                            |        |        |
| Dwójki                             |        |        |
| Kobiety                            |        |        |
| Jedynki                            |        |        |

## Reprezentacja Polski
Do mistrzostw świata Polski Związek Sportów Saneczkowych zgłosił 5 osób (3 zawodników i 2 zawodniczki) w konkurencjach jedynek. Każda reprezentacja mogła wystawić ośmiu mężczyzn i sześć kobiet w konkurencji jedynek oraz cztery pary w konkurencji dwójek.  
| Mężczyźni |                         |             |
| Lp.       | Zawodnik                | Konkurencja |
| 1.        | Bogdan Fedorczak        | jedynki     |
| 2.        | Stanisław Paczka        | jedynki     |
| 3.        | Mieczysław Pawełkiewicz | jedynki     |

| Kobiety |                |             |
| Lp.     | Zawodniczka    | Konkurencja |
| 1.      | Irena Kawa     | jedynki     |
| 2.      | Irena Kowalska | jedynki     |

## Obrońcy tytułów
| Mężczyźni   |                                |                |
| Konkurencja | Mistrz świata                  | Uwagi          |
| Jedynki     | Fritz Nachmann                 | nie ukończył   |
| Dwójki      | Ryszard Pędrak / Lucjan Kudzia | nie startowali |

| Kobiety     |                  |         |
| Konkurencja | Mistrzyni świata | Uwagi   |
| Jedynki     | Ilse Geisler     | miejsce |

## Medaliści
| Konkurencja | Złoto:                               | Czas    | Srebro:                         | Czas   | Brąz:                         | Czas   |
| Mężczyźni   |                                      |         |                                 |        |                               |        |
| Jedynki     | Hans Plenk                           | 4:59,89 | Mieczysław Pawełkiewicz         | + 2,39 | Erich Graber                  | + 3,36 |
| Dwójki      | NRD Wolfgang Scheidel Michael Köhler | 1:23,81 | NRD Klaus Bonsack Thomas Köhler | + 0,83 | NRD Horst Hörnlein Rolf Fuchs | + 1,86 |
| Kobiety     |                                      |         |                                 |        |                               |        |
| Jedynki     | Ortrun Enderlein                     | 2:52,82 | Petra Tierlich                  | + 1,11 | Ilse Geisler                  | + 1,86 |

## Szczegóły

### Mężczyźni
| Miejsce | Zawodnik                | Narodowość     | Czas    |
| złoto   | Hans Plenk              | RFN            | 4:59,89 |
| srebro  | Mieczysław Pawełkiewicz | Polska         | + 2,39  |
| brąz    | Hans Graber             | Włochy         | + 3,36  |
| 4       | Horst Urban             | Czechosłowacja | + 3,78  |
| 5       | Horst Prinoth           | Włochy         | + 6,32  |
| 6       | Michael Köhler          | NRD            | + 8,52  |
| 7       | Stanisław Paczka        | Polska         | + 8,81  |
| 8       | Thomas Köhler           | NRD            | + 10,80 |
| 9       | Walter Ausserdorfer     | Włochy         | + 11,01 |
| 10      | Horst Hörnlein          | NRD            | + 11,11 |

| Miejsce | Zawodnicy                        | Narodowość | Czas    |
| złoto   | Wolfgang Scheidel Michael Köhler | NRD        | 1:23,81 |
| srebro  | Klaus Bonsack Thomas Köhler      | NRD        | + 0,83  |
| brąz    | Horst Hörnlein Rolf Fuchs        | NRD        | + 1,86  |
| 4       | Manfred Ertelt Albert Ertelt     | RFN        | + 3,66  |
| 5       | Helmut Thaler Albert Gufler      | Austria    | + 4,56  |
| 6       | Sigisfredo Mair Ernesto Mair     | Włochy     |         |
| 7       | Anton Venier Ewald Walch         | Austria    |         |
| 8       | Wolfgang Winkler Leonhard Eham   | RFN        |         |
| 9       | Walter Ausserdorfer Karl Psenner | Włochy     |         |
| 10      | Hans Plenk Josef Hasenknopf      | RFN        |         |

| Miejsce | Zawodniczka       | Narodowość     | Czas    |
| złoto   | Ortrun Enderlein  | NRD            | 2:52,82 |
| srebro  | Petra Tierlich    | NRD            | + 1,11  |
| brąz    | Ilse Geisler      | NRD            | + 1,86  |
| 4       | Barbara Winter    | NRD            | + 2,42  |
| 5       | Helene Thurner    | Austria        | + 3,04  |
| 6       | Erika Außendorfer | Włochy         | + 4,86  |
| 7       | Alena Svadlenová  | Czechosłowacja | + 5,30  |
| 8       | Ute Gähler        | RFN            | + 6,90  |
| 9       | Christina Schmuck | RFN            | + 8,05  |
| 10      | Hana Nesvadbová   | Czechosłowacja |         |
|         |                   |                |         |
| 11      | Irena Kawa        | Polska         | + 8,40  |
| 13      | Irena Kowalska    | Polska         |         |

## Tabela medalowa
| Tabela medalowa |               |       |        |      |       |
| Miejsce         | Reprezentacja | Złoto | Srebro | Brąz | Razem |
| 1               | NRD           | 2     | 2      | 2    | 6     |
| 2               | RFN           | 1     | 0      | 0    | 1     |
| 3               | Polska        | 0     | 1      | 0    | 1     |
| 4               | Włochy        | 0     | 0      | 1    | 1     |